# Pacific Jade
Pacific Jade is een hopvariëteit, gebruikt voor het brouwen van bier.
Deze hopvariëteit is een “bitterhop”, bij het bierbrouwen voornamelijk gebruikt voor zijn bittereigenschappen. Deze Nieuw-Zeelandse triploïde variëteit is een kruising tussen een Nieuw-Zeelandse vrouwelijke First Choise-variant en een mannelijk Saaz-plant. Deze variëteit werd in 2004 op de markt gebracht door het HortResearch Centre Riwaka.

## Kenmerken
- Alfazuur: 12 – 14%
- Bètazuur: 7 – 8%
- Eigenschappen: zachte bitterheid met aangenaam aroma